# Тома (Полянський)
Тома Полянський (пол. Tomasz Syrus Polański); 15 жовтня 1796, с. Бортне, Лемківщина — 11 листопада або 30 жовтня 1869, Перемишль, Королівство Галичини і Володимирії, Австро-Угорщина, тепер Польща) — перемишльський єпископ УГКЦ (1860–1867). Посол Галицького станового сейму (1847 року) і Галицького крайового сейму (1861—1869 роки як віриліст).

## Життєпис

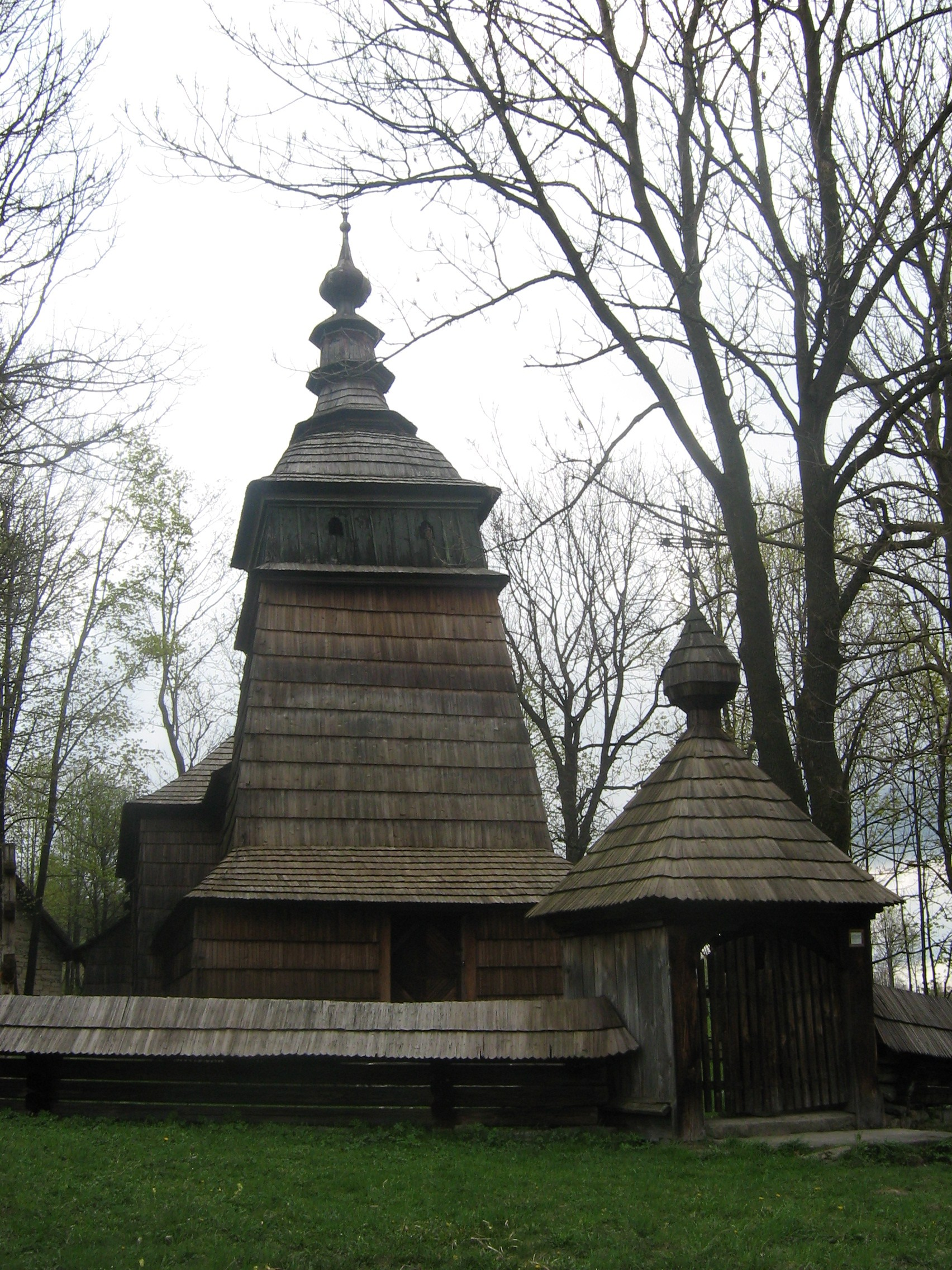
Греко-Католицька церква лемківського села Бортне, звідки походив Тома Полянський

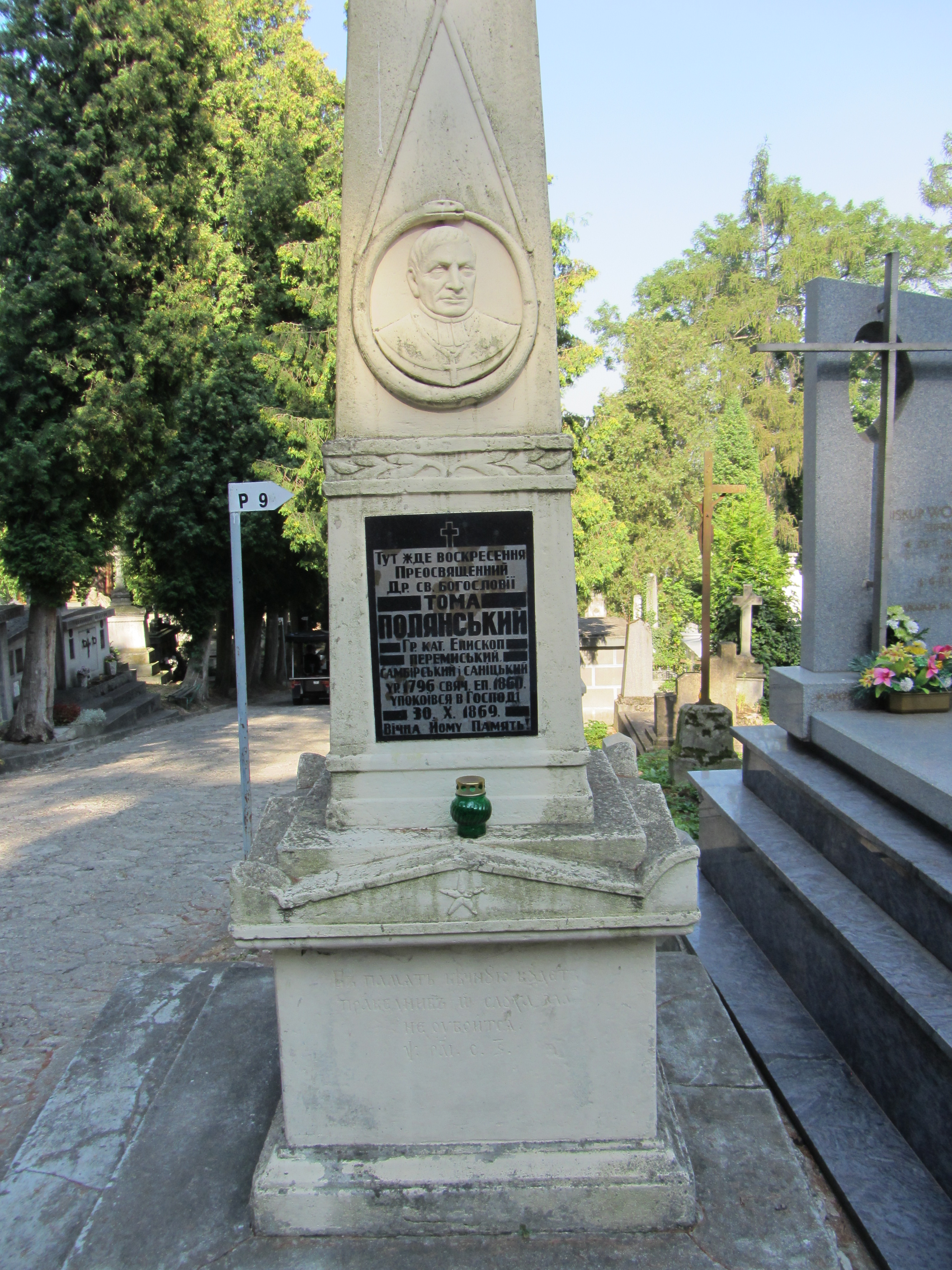
Могила єпископа Томи Полянського на Головному цвинтарі в Перемишлі

Народився в сім'ї пароха с. Бортне о. Томи Полянського і Катерини з роду Петриківських.
Закінчив «елементарну» школу в Яслі, гімназію піярів в Подолинцю на Спіші. В 1812—1814 роках навчався у Львівському ліцеї (філософія), який був утворений замість скасованого університету. Навчався у Львівській генеральній духовній семінарії (1814—1818 рр.). Закінчив вивчення теології в новоствореному Львівському університеті, висвятився на священника 1819 року (прийняв целібат). Префект у Львівській генеральній духовній семінарії (1820—1829). 1826 року склав докторат у Львівському університеті.
Парох с. Шкло (1829—1831), 1831—1832 роки — крилошанин (субститут канцлера), з 7 січня 1833 — формальний канцлер Перемишльської капітули, 1834—1847 роки — віце-директор філософського навчального закладу в Перемишлі, 1847—1849 роки — його директор.
Від 1856 — генеральний вікарій єпископа Григорія Яхимовича. 5 вересня 1859 року номінований єпископом Перемишльським, Самбірським і Сяноцьким УГКЦ, 23 березня 1860 цей вибір був потверджений, митрополит Спиридон Литвинович висвятив його на цей уряд 2 грудня 1860 року у Львові. Призначення було холодно зустрінуте колами українських народовців Перемишля через те, що Тому Полянського підтримували поляки.
Після смерті Григорія Яхимовича від 6 травня до 17 липня 1863 року — адміністратор Львівської архиєпархії на прохання ще не затвердженої Львівської капітули УГКЦ.
Перший ректор Греко-Католицької духовної семінарії у Перемишлі (1845 р.), очолював капітульну друкарню та Вдовичо-сирітський фонд. 1848 року — учасник Собору руських учених, ГРРадою був висунутий кандидатом до Віденського парламенту, але не був обраний.
Під час перебування в Римі 1863 року разом з адміністратором Львівської архиєпархії УГКЦ єпископом Спиридоном Литвиновичем запропонували створити, затвердити Львівську та Перемишльську катедральні капітули УГКЦ, що було вирішено 12 липня 1864 року. 1 жовтня 1867 року, через поважний вік, зложив з себе обов'язки правлячого єпископа Перемишльської єпархії, виконуючи обов'язок єпископа-емерита до своєї смерті ще 2 роки.
За період управління Перемишльською єпархією, Тома Полянський видав Шематизм, упорядкував цінну капітульну бібліотеку та архів і видавав пастирські Послання до вірних. Цей історичної вартості архів у 1944 р. вивезено з Перемишльської Капітули частину до Варшави, а решту мабуть до Москви.
Помер 11 листопада (30 жовтня за ст. стилем) 1869 року в Перемишлі, і був похований на Головному міському цвинтарі.